# Suginami
Suginami (杉並区, Suginami-ku) is een van de 23 speciale wijken van Tokio. Suginami heeft het statuut van stad en noemt zich in het Engels ook Suginami City. In 2009 had de wijk 541317 inwoners. De bevolkingsdichtheid bedroeg 15912 inw./km². De oppervlakte van de wijk is 34,02 km².

## Geografie
Suginami ligt in het westen van het district met de special wijken. De wijk grenst aan Shibuya, Nakano, Nerima en Setagaya. In het westen grenst de wijk aan de steden Mitaka en Musashino.
De rivier Kanda loopt door Suginami. In het Zenpukuji-park in West-Suginami ontspringt de Zenpukuji-rivier.

## Geschiedenis
De naam Suginami dateert terug tot de vroege Edoperiode. Het is een verkorte versie van "Suginamiki," wat "laan van de ceders" betekent. Deze naam ontstond toen een landheer, Lord Tadayoshi Okabe, een rij van ceders liet planten om de grenzen van zijn landgoed te markeren.
De wijk kreeg op 15 maart 1947 zijn huidige vorm.
In 1970 haalde de wijk het nieuws toen 40 studenten er werden blootgesteld aan fotochemische smog, en in het ziekenhuis moesten worden opgenomen. Dit incident vestigde de aandacht op de gevaren van vervuiling.
In 2002 lanceerde de wijk een project om het grote aantal inbraken tegen te gaan. Bewoners werden aangespoord bloemen te planten langs de straatzijde van hun tuin of appartement. Dit met het idee dat men vaker op straat zou komen om de planten te verzorgen, en zo de buurt beter in de gaten zou kunnen houden. Tevens werden 9600 vrijwilligers opgeroepen om een buurtwacht te vormen. In 2008 was het aantal inbraken met 80% gedaald.

## Plaatsen
Enkele districten en buurten in Suginami zijn:
- Amanuma 天沼
- Asagaya station 阿佐ヶ谷駅
- Asagaya-Kita 阿佐谷北
- Asagaya-Minami 阿佐谷南
- Eifuku 永福
- Hamadayama 浜田山
- Hon-Amanuma 本天沼
- Hōnan 方南
- Horinouchi 堀ノ内
- Igusa 井草
- Imagawa 今川
- Izumi 和泉
- Kami-Igusa 上井草
- Kami-Takaido 上高井戸
- Kamiogi 上荻
- Kōenji 高円寺駅
- Kōenji-Kita 高円寺北
- Kōenji-Minami 高円寺南
- Kugayama 久我山
- Matsunoki 松ノ木
- Minami-Ogikubo 南荻窪
- Miyamae 宮前
- Momoi 桃井
- Narita-Higashi 成田東
- Narita-Nishi 成田西
- Nishiogi-Kita 西荻北
- Nishiogi-Minami 西荻南
- Nishi-Ogikubo 西荻窪駅
- Ogikubo 荻窪
- Ōmiya 大宮
- Shimizu 清水
- Shimo-igusa 下井草
- Shimo-Takaido 下高井戸
- Shōan 松庵
- Takaido-Higashi 高井戸東
- Takaido-Nishi 高井戸西
- Umezato 梅里
- Wada 和田
- Zenpukuji 善福寺

## Economie
Enkele animestudio’s hebben vestigingen in Suginami, zoals Bones en Sunrise. Hewlett-Packard heeft twee vestigingen in Suginami, en Microsoft heeft een kantoor in Suginami.

## Geboren
- Akira Miyoshi (10 januari 1933), componist en muziekpedagoog
- Yosuke Fukuda (19 april 1975), componist en hoboïst